# Lista do Patrimônio Mundial na Romênia
A Organização das Nações Unidas para a Educação, a Ciência e a Cultura (UNESCO) propôs um plano de proteção aos bens culturais do mundo, através do Comité sobre a Proteção do Património Mundial Cultural e Natural, aprovado em 1972. Esta é uma lista do Patrimônio Mundial existente na Romênia, especificamente classificada pela UNESCO e elaborada de acordo com dez principais critérios cujos pontos são julgados por especialistas na área. A Romênia ratificou a convenção em 16 de maio de 1990, tornando seus locais históricos elegíveis para inclusão na lista.
O sítio Delta do Danúbio foi o primeiro local da Romênia incluído na lista do Patrimônio Mundial da UNESCO por ocasião da 15ª Sessão do Comitè do Património Mundial, realizada em Cartago (Tunísia) em 1991. Desde a mais recente adesão à lista, a Romênia totaliza 11 sítios classificados como Patrimônio da Humanidade, sendo 9 deles de classificação Cultural e os 2 restantes de classificação Natural.

## Bens culturais e naturais
A Romênia conta atualmente com os seguintes lugares declarados como Patrimônio da Humanidade pela UNESCO:
| | Delta do Danúbio |
| Bem natural inscrito em 1991. |                  |
| Localização: Tulcea |                  |
| O Danúbio despeja suas águas no Mar Negro formando o maior e mais bem preservado delta de toda a Europa. Seus incontáveis lagos e pântanos abrigam mais de 300 espécies de aves e 45 espécies de peixes de água doce. (UNESCO/BPI) |                  |

| | Mosteiro de Horezu |
| Bem cultural inscrito em 1993. |                    |
| Localização: Vâlcea |                    |
| Fundado em 1690 pelo Príncipe Constantino Brancovan, este mosteiro valáquio é uma obra-prima do estilo "Brancovian". O mosteiro é famoso pela pureza e equilíbrio de sua arquitetura, pela riqueza de seus elementos esculpidos, pelo tratamento de suas composições religiosas, seus retratos votivos e suas ornamentações pintadas. A escola horezu de pintura mural e ícones desfrutou de grande fama em toda a região dos Balcãs durante o século XVIII. (UNESCO/BPI) |                    |

| | Igrejas da Moldávia |
| Bem cultural inscrito em 1993, estendido em 2010. |                     |
| Localização: Suceava |                     |
| Ornamentadas em suas paredes exteriores com afrescos dos séculos XV e XVI, as sete igrejas [oito desde 2010] na Moldávia que fazem parte do local inscrito na Lista do Patrimônio Mundial em 1993 são obras-primas da arte bizantina, única em sua espécie na Europa. Suas pinturas mural, executadas em todas as fachadas, não são meros elementos decorativos, mas obras artísticas autênticas. A extraordinária composição, a elegância dos personagens e a harmonia das cores dos afrescos harmonizam perfeitamente com a paisagem circundante. Com a extensão do local, a igreja de Suceviţa completa esse conjunto de templos. As paredes de seu interior e suas fachadas estão completamente cobertas com pinturas datadas do final do século XVI. Localizada no terreno de um mosteiro fortificado, esta igreja é a única no local onde há uma representação da Escala Espiritual de São João Climacus. (UNESCO/BPI) |                     |

| | Aldeias com igrejas fortificadas da Transilvânia |
| Bem cultural inscrito em 1993, estendido em 1999. |                                                  |
| Localização: Alba / Brașov / Harghita / Mureș / Sibiu |                                                  |
| As sete aldeias com igrejas fortificadas inscritas na Lista do Patrimônio Mundial são uma ilustração vívida da paisagem cultural do sul da Transilvânia. Fundadas pelos saxões transylvan, essas aldeias são caracterizadas por terem preservado desde o final da Idade Média um planejamento territorial, uma distribuição dos edifícios das fazendas familiares e um esquema de assentamento extremamente peculiar. As igrejas fortificadas que dominam essas aldeias são ilustrativas dos sucessivos estilos arquitetônicos que prevalecem entre os séculos XII e XVI. (UNESCO/BPI) |                                                  |
| Locais múltiplos: |                                                  |

| | Fortalezas dácias dos montes de Orăștie |
| Bem cultural inscrito em 1999. |                                         |
| Localização: Alba / Hunedoara |                                         |
| Construídas sob o domínio dácia, entre os primeiros séculos a.C.C. e I AD.C., essas fortalezas ilustram uma fusão original entre as técnicas e princípios da arquitetura militar e religiosa da antiguidade clássica e as do final da Idade do Ferro na Europa. Estas fortalezas, que formavam o núcleo defensivo do reino dácia, foram conquistadas pelos romanos no início do século II.C. Emoldurado em paisagens naturais espetaculares e preservados em bom estado, seus inúmeros vestígios oferecem uma imagem extraordinária de uma civilização próspera e inovadora. (UNESCO/BPI) |                                         |

| | Igrejas de madeira de Maramureș |
| Bem cultural inscrito em 1999. |                                 |
| Localização: Maramureș |                                 |
| As oito igrejas de madeira que compõem o complexo de Maramureş são tantos exemplos notáveis da adoção de soluções arquitetônicas emanando de diferentes períodos e regiões. Eles são uma amostra da diversidade de desenhos e técnicas artesanais usadas para fazer esse tipo de construções altas e estreitas, que têm uma torre de sino esbelta em seu lado oeste e são cobertas com telhados simples ou duplos de telhas de madeira plana. Esses templos são expoentes de uma expressão artística autóctone, muito característica da paisagem cultural da região montanhosa do norte da Romênia em que estão localizados. (UNESCO/BPI) |                                 |

| | Centro histórico de Sighișoara |
| Bem cultural inscrito em 1999. |                                |
| Localização: Mureş |                                |
| Fundada pelos chamados saxões transyvan – artesãos e comerciantes alemães – esta cidade tem admirável preservado seu centro histórico, característico de pequenas cidades fortificadas medievais. Durante vários séculos, Sighişoara desempenhou um importante papel estratégico e comercial nos confins da Europa Central. (UNESCO/BPI) |                                |

| | Florestas primárias de faias dos Cárpatos e de outras regiões da Europa |
| Bem natural inscrito em 2007, estendido em 2011 e 2017. |                                                                         |
| Este bem é compartilhado com: Albânia, Áustria, Bélgica, Bulgária, Itália, Polónia, Roménia, Eslováquia, Eslovênia, Espanha e Ucrânia. |                                                                         |
| Localização: Lika-Senj / Zadar |                                                                         |
| Esta extensão transfronteiriça do Patrimônio Mundial de grãos cárpatos primários e antigas florestas de Beedland da Alemanha (Alemanha, Eslováquia e Ucrânia) abrange 12 países. Desde o fim da última Era Glacial, as beterrabas europeias se espalharam de alguns refúgios isolados nos Alpes, nos Cárpatos, no Mediterrâneo e nos Pirenéus por um curto período de alguns milhares de anos em um processo que ainda perdura. Essa expansão bem sucedida está relacionada à flexibilidade das árvores e tolerância a diferentes condições climáticas, geográficas e físicas. (UNESCO/BPI) |                                                                         |

| | Paisagem Cultural Mineira de Roșia Montană |
| Bem cultural inscrito em 2021, em perigo desde 2021. |                                            |
| Localização: Alba |                                            |
| Localizada na cordilheira metalliferosa das Montanhas Apuseni, no oeste da Romênia, Roşia Montană apresenta o mais significativo, extenso e tecnicamente diverso complexo de mineração de ouro romano subterrâneo conhecido no momento da inscrição. Como Alburnus Maior, foi o local de extensa mineração de ouro durante o Império Romano. Ao longo de 166 anos a partir de 106 d.C., os romanos extraíram cerca de 500 toneladas de ouro do local desenvolvendo obras altamente projetadas, diferentes tipos de galerias totalizando 7km e um número de rodas d'água em quatro localidades subterrâneas escolhidas por seu minério de alto grau. As tábuas de escrita de madeira revestidas de cera forneceram informações legais, socioeconômicas, demográficas e linguísticas detalhadas sobre as atividades de mineração romanas, não apenas em Alburnus Maior, mas também em toda a província daciana. O local demonstra uma fusão da tecnologia de mineração romana importada com técnicas desenvolvidas localmente, desconhecidas em outros lugares desde o início da era. A mineração no local também foi realizada, ainda que em menor grau, entre os tempos medievais e a era moderna. As obras extrativítias posteriores cercam e cortam as galerias romanas. O conjunto é ambientado em uma paisagem agro pastoral que reflete em grande parte as estruturas das comunidades que apoiaram as minas entre os séculos XVIII e XX. (UNESCO/BPI) |                                            |

| Cidade de Alba construída sobre ruínas da fortaleza romana de Alba Iulia. | Fronteiras do Império Romano – Dácia |
| Cidade de Alba construída sobre ruínas da fortaleza romana de Alba Iulia. | Bem cultural inscrito em 2024. |
| Cidade de Alba construída sobre ruínas da fortaleza romana de Alba Iulia. | Localização: Oltênia / Transilvânia |
| Cidade de Alba construída sobre ruínas da fortaleza romana de Alba Iulia. | Desde o ano 500 da Era Comum, o Império Romano expandiu o seu território para regiões da Europa e do norte da África, até que suas fronteiras totalizaram cerca de 7.500 km no final do século II. O segmento romeno, conhecido como Limes da Dácia, foi operado pelos romanos de 106 a 271. A propriedade consiste em 277 partes componentes e representa a maior, mais complexa fronteira de uma antiga província romana no continente europeu. Atravessando paisagens diversas, a propriedade é caracterizada por um conjunto de sítios individuais que incluem fortalezas legionárias, fortes auxiliares, rampas de terra, torres de vigia, acampamentos temporários e edifícios seculares. A Dácia foi a única província romana totalmente ao norte do rio Danúbio. Sua fronteira protegia a região das populações 'bárbaras' e controlava o acesso a fontes valiosas de ouro e sal. (UNESCO/BPI) |

| A "Coluna Infinita" no Conjunto Monumental de Brâncuși. | Conjunto Monumental Brâncuși de Târgu Jiu |
| A "Coluna Infinita" no Conjunto Monumental de Brâncuși. | Bem cultural inscrito em 2024. |
| A "Coluna Infinita" no Conjunto Monumental de Brâncuși. | Localização: Gorj |
| A "Coluna Infinita" no Conjunto Monumental de Brâncuși. | Austero, contemplativo e ainda assim acessível, o Conjunto Monumental de Târgu Jiu foi criado em 1937-1938 por Constantin Brâncuși, um influente pioneiro da escultura abstrata, para celebrar aqueles que morreram defendendo a cidade durante a Primeira Guerra Mundial. Localizado em dois parques conectados pela estreita "Avenida dos Heróis", a propriedade inclui o conjunto monumental de instalações escultóricas e a preexistente Igreja dos Santos Apóstolos Pedro e Paulo, localizada também no eixo paisagístico. A fusão marcante da arquitetura abstrata, a arquitetura paisagista, a engenharia e o planejamento urbano concebidos por Brâncuși vão além do episódio de guerra local para oferecer uma visão original da condição humana. (UNESCO/BPI) |

## Lista Indicativa
Em adição aos sítios inscritos na Lista do Patrimônio Mundial, os Estados-membros podem manter uma lista de sítios que pretendam nomear para a Lista de Patrimônio Mundial, sendo somente aceitas as candidaturas de locais que já constarem desta lista. Desde 2021, a Romênia possui 16 locais na sua Lista Indicativa.
| Sítio                                                  | Imagem | Localização | Ano  | Dados UNESCO           | Descrição |
| ------------------------------------------------------ | ------ | ----------- | ---- | ---------------------- | --- |
| Mosteiro de Neamț                                      |        | Neamț       | 1991 | Cultural: (ii)(ii)(iv) | O mosteiro foi fundado no século XIV e sua igreja foi construída no final do século XV, durante o reinado de Estêvão III da Moldávia, sendo o exemplo mais representativo do estilo moldavo de arquitetura religiosa. O mosteiro foi um dos mais importantes centros regionais de cultura e possuía uma tipografia e uma escola. |
| Igrejas Bizantinas e pós-bizantinas de Curtea de Argeș |        | Argeș       | 1991 | Cultural: (ii)(ii)(iv) | Curtea de Argeş era a antiga capital da Valáquia. A corte principesca, datada dos séculos XIII a XVI, está agora em ruínas. A Igreja de São Nicolau data do século XIV, enquanto a Catedral de Curtea de Argeș, parte de um antigo mosteiro, é do século XVI.                                                                    |